# Atletismo nos Jogos Pan-Americanos de 2003 - Salto triplo masculino
A prova do salto triplo masculino nos Jogos Pan-Americanos de 2003 foi realizada em 8 de agosto de 2003. Yoandri Betanzos conseguiu a marca do título na quinta tentativa.

## Calendário
| Data        | Fase  |
| ----------- | ----- |
| 8 de agosto | Final |

## Medalhistas
| Ouro   | CUB Yoandri Betanzos |
| Prata  | BRA Jadel Gregório   |
| Bronze | CUB Yoelbi Quesada   |

## Recordes
Recordes mundial e pan-americano antes da disputa dos Jogos Pan-Americanos de 2003.
| Tipo                             | Atleta                  | Tempo   | Local            | Data                  |
| -------------------------------- | ----------------------- | ------- | ---------------- | --------------------- |
|                                  | Jonathan Edwards        | 18.29 m | Gotemburgo       | 7 de agosto de 1995   |
| Recorde dos Jogos Pan-Americanos | João Carlos de Oliveira | 17.89m  | Cidade do México | 15 de outubro de 1975 |

## Resultados
| Posição | Atleta               | Tentativas | Tentativas | Tentativas | Tentativas | Tentativas | Tentativas | Final     |
| Posição | Atleta               | 1          | 2          | 3          | 4          | 5          | 6          | Resultado |
| ------- | -------------------- | ---------- | ---------- | ---------- | ---------- | ---------- | ---------- | --------- |
| 1       | CUB Yoandri Betanzos | X          | 16.94      | 16.53      | X          | 17.26      | X          | 17.26 m   |
| 2       | BRA Jadel Gregório   | 16.67      | 17.03      | X          | X          | X          | 16.86      | 17.03 m   |
| 3       | CUB Yoelbi Quesada   | 15.43      | X          | 16.78      | X          | X          | 16.73      | 16.78 m   |
| 4       | USA Allen Simms      | 16.10      | X          | X          | 16.21      | 16.56      | 16.38      | 16.56 m   |
| 5       | USA Aarik Wilson     | 15.95      | 15.98      | 16.18      | 15.74      | 16.11      | 16.20      | 16.20 m   |
| 6       | ANT Ayata Joseph     | X          | 15.70      | X          | 15.69      | -          | 16.09      | 16.09 m   |
| 7       | LCA Dane Magloire    | X          | 15.50      | 15.91      | -          | 15.76      | 15.38      | 15.91 m   |
| 8       | BAR Gregory Hughes   | 15.29      | 15.39      | 15.41      | 15.13      | 15.28      | 15.69      | 15.69 m   |
|         |                      |            |            |            |            |            |            |           |
| 9       | BER Brian Wellman    | 14.60      | X          | 15.31      |            |            |            | 15.31 m   |
| 10      | JAM Benaud Shirley   | 14.70      | X          | X          |            |            |            | 14.70 m   |
| —       | BAH Leevan Sands     |            |            |            |            |            |            | DNS       |